# IC 4034
IC 4034 је елиптична галаксија у сазвјежђу Ловачки пси која се налази на листи објеката дубоког неба у Индекс каталогу.
Деклинација објекта је + 37° 2' 45" а ректасцензија 13h 0m 19,8s. Привидна величина (магнитуда) објекта IC 4034 износи 15,0 а фотографска магнитуда 16,0.